# Franz Arnholdt
Franz Arnholdt (* 1. Januar 1885 in Plagwitz; † 5. Dezember 1951 in Göttingen) war ein deutscher Gewerkschafter, Verleger, Kommunalpolitiker (SPD) und Oberbürgermeister von Göttingen.

## Werdegang
Arnholdt kam 1907 nach Göttingen, um zunächst als Optiker zu arbeiten. In den Jahren zwischen 1919 und 1933 war er hier Vorsitzender des  Deutschen Metallarbeiter-Verbandes. Im Jahre 1933 wurde er, wie zahlreiche Göttinger Gewerkschafter und Sozialdemokraten, im Konzentrationslager Moringen in die sogenannte Schutzhaft genommen; eine politische Betätigung war danach zunächst nicht mehr möglich. Noch vor Kriegsende begann er mit dem heimlichen Wiederaufbau der Gewerkschaft und der Göttinger SPD. Im November 1945 wurde er von der Britischen Besatzungsmacht zum Ratsherrn ernannt. Zudem war er nun Leiter der Göttinger Druckerei- und Verlagsgesellschaft.
Dem Göttinger Rat gehörte er dann bis zu seinem Tode als gewähltes Mitglied  an. Vom 31. Oktober 1947 bis zum 12. Dezember 1948 war er als Vertreter der SPD, der damals stärksten Ratsfraktion, Oberbürgermeister in Göttingen.